# Sonja Oppenhagen

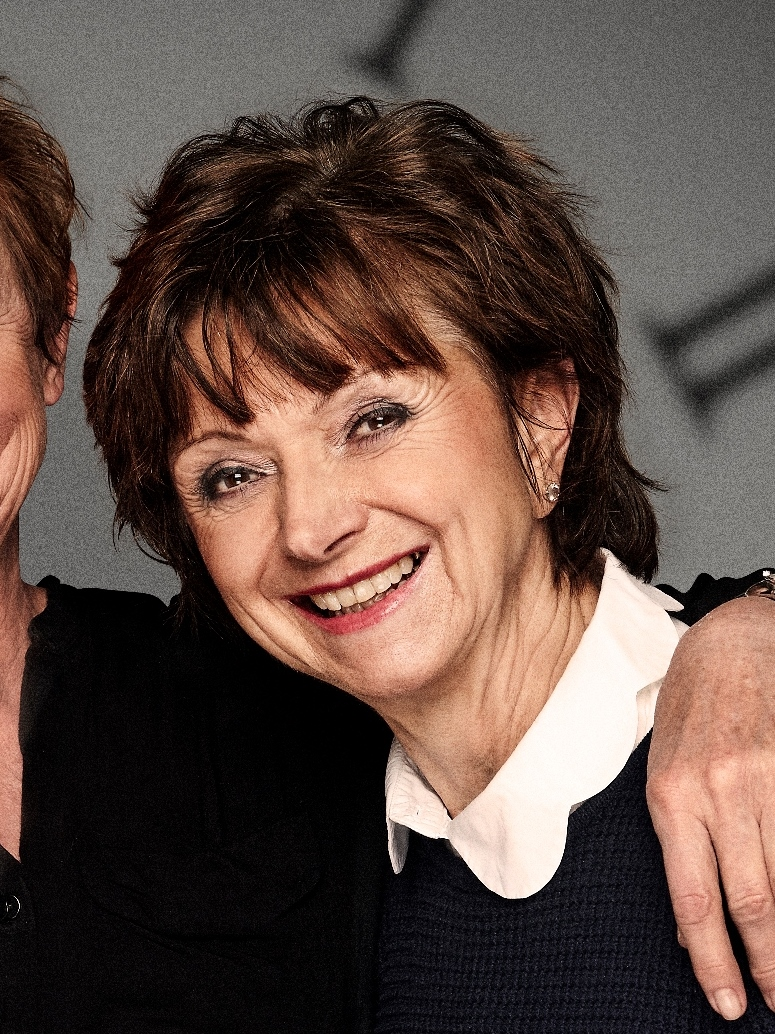
Sonja Oppenhagen (2017)

Sonja Oppenhagen (* 11. Dezember 1948 in Kopenhagen) ist eine dänische Schauspielerin und Balletttänzerin.

## Leben und Wirken
Sonja Oppenhagen wuchs im Kopenhagener Stadtteil Valby auf. Ab 1964 absolvierte sie eine Ballettausbildung am Königlichen Theater Kopenhagen, wo sie dann bei vielen Aufführungen ein Teil des Ballett-Ensembles war. 
Von 1968 bis 1971 absolvierte Oppenhagen an der Staatlichen Theaterschule in Kopenhagen ihre Schauspielausbildung. Ihr Bühnendebüt als Theaterschauspielerin hatte sie im Jahr 1971 am Odense Teater. Sie wirkte in zahlreichen Theaterstücken, Kabarett-Programmen, Varieté-Shows und Musicals mit. Sie gastierte auch am Folketeatret, am Aarhus Teater oder am Gladsaxe-Theater.
Seit 1965 steht Oppenhagen als Schauspielerin vor der Kamera. Sie wirkte bislang in mehr als 40 dänischen Filmen und in einigen Fernsehserien mit, so unter anderem auch in Oh, diese Mieter! oder in Die Leute von Korsbaek. Zudem ist sie auch als Synchronsprecherin für Animationsfilme und Zeichentrickfilme tätig.

## Privates
Sonja Oppenhagen ist seit 2001 in dritter Ehe verheiratet. 
Aus ihrer ersten Ehe mit dem Schauspieler und Regisseur Klaus Pagh ging die Tochter Anne Oppenhagen Pagh hervor, welche ebenfalls als Schauspielerin tätig war.

## Filmografie (Auswahl)
- 1965: Næsbygaards arving
- 1966: Kleine Sünder – große Sünder (Min søsters børn)
- 1967: Sünder überall (Min søsters børn på bryllupsrejse)
- 1968: Min søsters børn vælter byen
- 1971: Min søsters børn når de er værst
- 1976: Blind makker
- 1978–1982: Die Leute von Korsbaek (Matador, Fernsehserie)
- 1987: Jeg elsker dig
- 1991: Frech wie Krümel (Krummerne)
- 1992: Krümel im Chaos (Krummerne 2 – Stakkels Krumme)
- 1994: Alle reden über Snooky (Snøvsen ta'r springet)
- 1999: Kærlighed ved første hik